# Brahim Díaz
Brahim Abdelkader Díaz, född 3 augusti 1999 i Málaga, är en spansk-marockansk fotbollsspelare som spelar för Real Madrid.